# 美国布鲁克军事医疗中心
美国布鲁克军事医疗中心是隶属于美国陆军的一处军事康复医院。